# Polo aquático nos Jogos Olímpicos de Verão de 2016
Os torneios de polo aquático nos Jogos Olímpicos de Verão de 2016, no Rio de Janeiro, foram disputados entre 6 e 20 de agosto de 2016, em dois locais, a fase de grupos no Parque Aquático Maria Lenk e a fase decisiva no Estádio Aquático Olímpico ambos na Barra da Tijuca. Duzentos e sessenta atletas estiveram a competir, 156 nas doze equipes no masculino e 104 nas oito equipes no feminino.

## Formato de disputa
As partidas são disputadas em uma piscina de 30 m x 20 m e 2 metros de profundidade (no feminino a área de jogo é reduzida para 25 m x 20 m) em quatro períodos de oito minutos, com o tempo interrompido sempre que o jogo esteja parado. Os gols têm 3 m de largura x 90 cm de altura. Cada equipe disputa as partidas com sete jogadores, mas dispõe de seis reservas.
Na fase preliminar, as doze equipes do torneio masculino são divididas em dois grupos de seis equipes e as oito equipes do feminino em dois grupos de quatro equipes, em que todos do grupo se enfrentam. As quatro melhores equipes em cada grupo do torneio masculino seguem para as quartas de final. No torneio feminino, a fase preliminar não é eliminatória e serve apenas para determinar os confrontos decisivos, a partir das quartas de final, que as mesmas oito equipes disputam.
Nesta fase as partidas podem terminar empatadas e o vencedor ganha dois pontos, enquanto que as equipes que empatarem somam um ponto cada. Caso duas ou mais equipes terminem a fase empatadas, para definir a classificação se consideram:
- Os confrontos diretos;
- Os resultados contra o primeiro do grupo e, se permanecer indefinido, contra o segundo do grupo e contra o terceiro;
- Disputa de pênaltis.

A fase decisiva é no sistema de chaves (mata-mata), em que o vencedor passa para a fase seguinte. Os vencedores das semifinais disputam a medalha de ouro e os perdedores disputam a medalha de bronze. Há jogos entre os desclassificados para definir sua posição na classificação do torneio. Não há empate nas fases de mata-mata, se um jogo terminar empatado no tempo normal há uma disputa de pênaltis, com as equipes se alternando até desempatar.

## Eventos

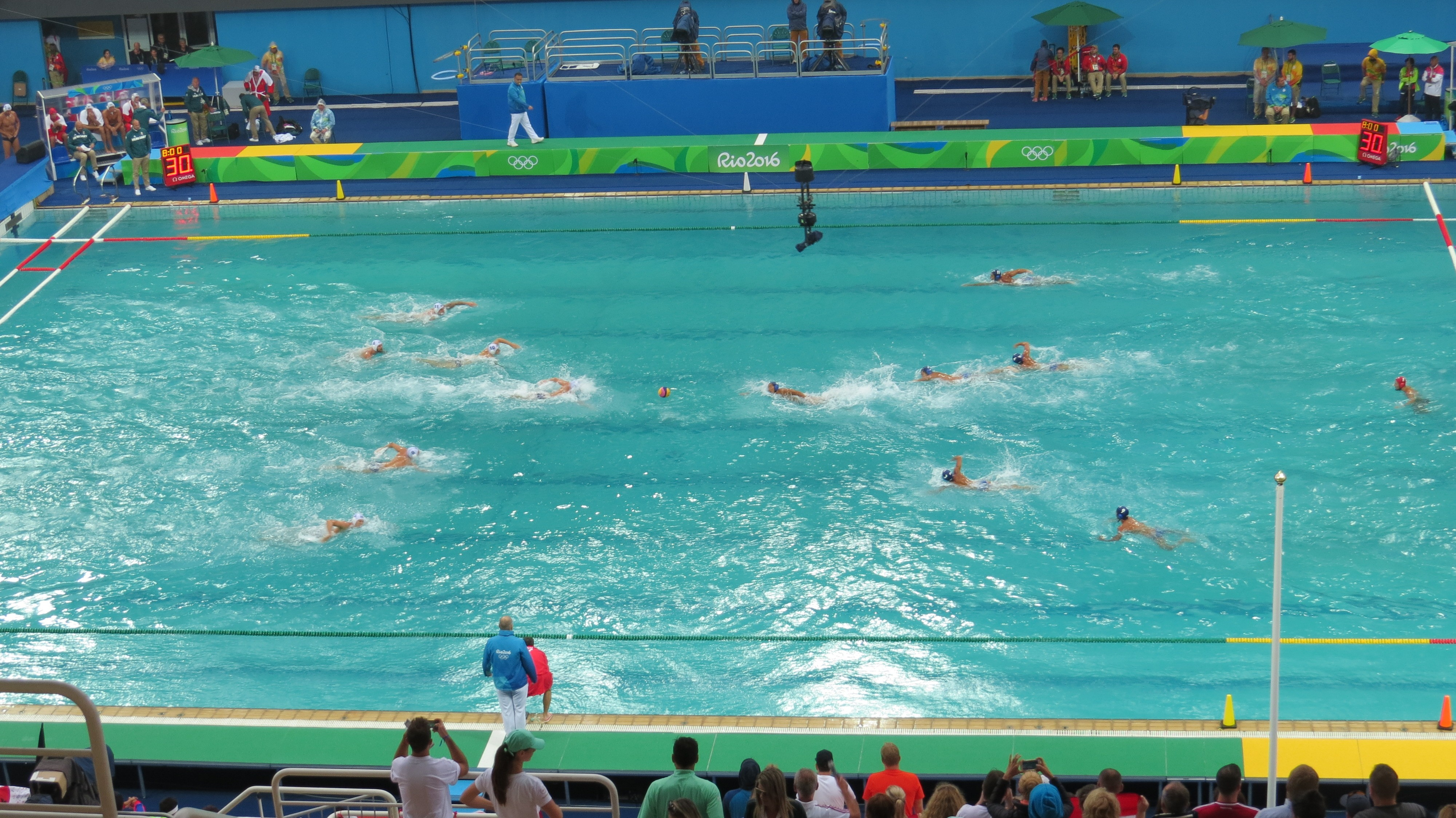
Parque Aquático Maria Lenk sediou as partidas iniciais do polo aquático.

Dois eventos da modalidade distribuíram medalhas nos Jogos:
- Torneio masculino (12 equipes)
- Torneio feminino (8 equipes)

## Qualificação
| Torneio                             | Data                                                                  | Sede                               | Masculino | Masculino      | Feminino | Feminino       |
| Torneio                             | Data                                                                  | Sede                               | Vagas     | Classificados  | Vagas    | Classificados  |
| ----------------------------------- | --------------------------------------------------------------------- | ---------------------------------- | --------- | -------------- | -------- | -------------- |
| País-sede                           |                                                                       |                                    | 1         | Brasil         | 1        | Brasil         |
| Super final da Liga Mundial de 2015 | 23 a 28 de junho de 2015                                              | Bérgamo                            | 1         | Sérvia         |          |                |
| Campeonato Mundial de 2015          | 27 de julho a 8 de agosto de 2015                                     | Cazã                               | 2         | Croácia        |          |                |
| Campeonato Mundial de 2015          | 27 de julho a 8 de agosto de 2015                                     | Cazã                               | 2         | Grécia         |          |                |
| Jogos Pan-Americanos de 2015        | 7 a 15 de julho de 2015                                               | Toronto                            | 1         | Estados Unidos |          |                |
| Campeonato Asiático de 2015         | 16 a 20 de dezembro de 2015                                           | Foshan                             | 1         | Japão          | 1        | China          |
| Campeonato Europeu de 2015          | 10 a 23 de janeiro de 2016                                            | Belgrado                           | 1         | Montenegro     | 1        | Hungria        |
| Representante da Oceania            |                                                                       |                                    | 1         | Austrália      | 1        | Austrália      |
| Torneio Pré-Olímpico Mundial        | Feminino: 21 a 28 de março de 2016 Masculino: 3 a 10 de abril de 2016 | Feminino: Gouda Masculino: Trieste | 4         | Hungria        | 4        | Estados Unidos |
| Torneio Pré-Olímpico Mundial        | Feminino: 21 a 28 de março de 2016 Masculino: 3 a 10 de abril de 2016 | Feminino: Gouda Masculino: Trieste | 4         | Itália         | 4        | Itália         |
| Torneio Pré-Olímpico Mundial        | Feminino: 21 a 28 de março de 2016 Masculino: 3 a 10 de abril de 2016 | Feminino: Gouda Masculino: Trieste | 4         | Espanha        | 4        | Rússia         |
| Torneio Pré-Olímpico Mundial        | Feminino: 21 a 28 de março de 2016 Masculino: 3 a 10 de abril de 2016 | Feminino: Gouda Masculino: Trieste | 4         | França         | 4        | Espanha        |
| Total                               |                                                                       |                                    | 12        | 12             | 8        | 8              |

## Calendário
|           | Sábado 6 ago | Domingo 7 ago | Segunda 8 ago | Terça 9 ago | Quarta 10 ago | Quinta 11 ago | Sexta 12 ago | Sábado 13 ago | Domingo 14 ago | Segunda 15 ago | Terça 16 ago | Quarta 17 ago | Quinta 17 ago | Sexta 19 ago | Sábado 20 ago |
| --------- | ------------ | ------------- | ------------- | ----------- | ------------- | ------------- | ------------ | ------------- | -------------- | -------------- | ------------ | ------------- | ------------- | ------------ | ------------- |
| Feminino  |              |               |               | Grupos      |               | Grupos        |              | Grupos        |                | Quartas        |              | Semi          |               | Final        |               |
| Masculino | Grupos       |               | Grupos        |             | Grupos        |               | Grupos       |               | Grupos         |                | Quartas      |               | Semi          |              | Final         |

## Medalhistas
O torneio masculino viu a Sérvia estrear-se como campeã olímpica de polo aquático graças à vitória sobre a Croácia na final. Já a Itália ganhou o bronze frente a Montenegro. No feminino, a seleção estadunidense conquistou o ouro ao bater a Itália na final, enquanto a Rússia levou a melhor sobre a Hungria na luta pelo bronze.
| Evento             | Ouro | Prata | Bronze |
| ------------------ | --- | --- | --- |
| Masculino detalhes | Gojko Pijetlović Dušan Mandić Živko Gocić Sava Ranđelović Miloš Ćuk Duško Pijetlović Slobodan Nikić Milan Aleksić Nikola Jakšić Filip Filipović Andrija Prlainović Stefan Mitrović Branislav Mitrović SRB Sérvia            | Josip Pavić Damir Burić Antonio Petković Luka Lončar Maro Joković Luka Bukić Xavier García Andro Bušlje Sandro Sukno Ivan Krapić Anđelo Šetka Marko Macan Marko Bijač CRO Croácia                                        | Stefano Tempesti Francesco Di Fulvio Niccolò Gitto Pietro Figlioli Alessandro Velotto Michaël Bodegas Andrea Fondelli Valentino Gallo Christian Presciutti Nicholas Presciutti Matteo Aicardi Alessandro Nora Marco Del Lungo ITA Itália |
| Feminino detalhes  | Sami Hill Madeline Musselman Melissa Seidemann Rachel Fattal Aria Fischer Maggie Steffens Courtney Mathewson Kiley Neushul Caroline Clark Kaleigh Gilchrist Makenzie Fischer Kami Craig Ashleigh Johnson USA Estados Unidos | Giulia Gorlero Chiara Tabani Arianna Garibotti Elisa Queirolo Federica Radicchi Rosaria Aiello Tania Di Mario Roberta Bianconi Giulia Emmolo Francesca Pomeri Aleksandra Cotti Teresa Frassinetti Laura Teani ITA Itália | Anna Ustyukhina Maria Borisova Ekaterina Prokofyeva Elvina Karimova Nadezhda Fedotova Olga Belova Ekaterina Lisunova Anastasia Simanovich Anna Timofeeva Evgenia Soboleva Evgeniya Ivanova Anna Grineva Anna Karnaukh RUS Rússia         |

## Quadro de medalhas

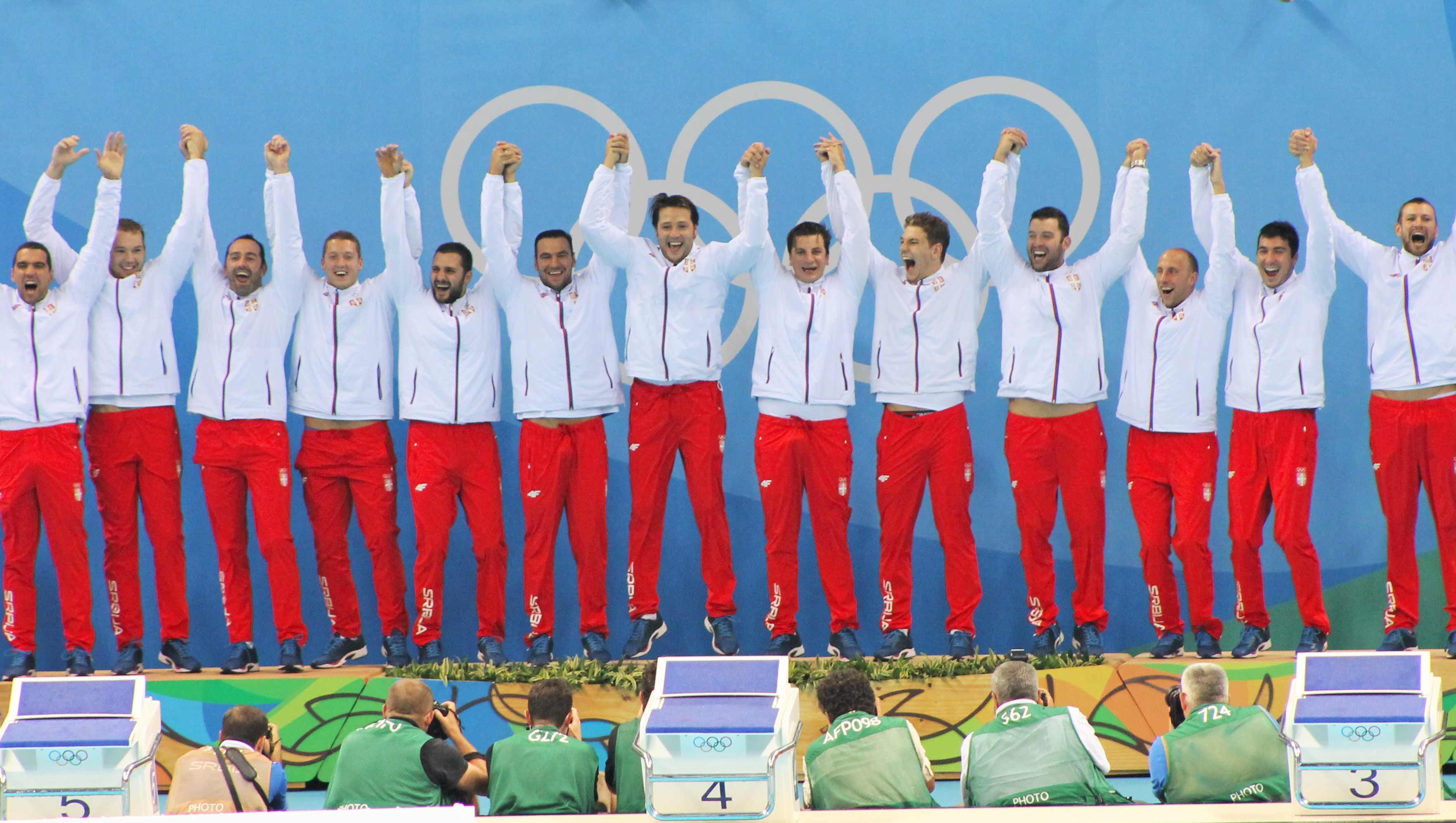
A Sérvia sagrou-se campeã olímpica pela primeira vez no masculino.

| Ordem | País               | Medalha de ouro | Medalha de prata | Medalha de bronze |   | Ordem por total |
| ----- | ------------------ | --------------- | ---------------- | ----------------- | - | --------------- |
| 1     | SRB Sérvia         | 1               |                  |                   | 1 | 2               |
|       | USA Estados Unidos | 1               |                  |                   | 1 | 2               |
| 3     | ITA Itália         |                 | 1                | 1                 | 2 | 1               |
| 4     | CRO Croácia        |                 | 1                |                   | 1 | 2               |
| 5     | RUS Rússia         |                 |                  | 1                 | 1 | 2               |
| TOTAL | TOTAL              | 2               | 2                | 2                 | 6 | —               |